# Tavaux-et-Pontséricourt
Tavaux-et-Pontséricourt är en kommun i departementet Aisne i regionen Hauts-de-France i norra Frankrike. Kommunen ligger  i kantonen Marle som ligger i arrondissementet Laon. År 2022 hade Tavaux-et-Pontséricourt 549 invånare.

## Befolkningsutveckling
Antalet invånare i kommunen Tavaux-et-Pontséricourt
Referens: INSEE